# Kemalpaşa
Kemalpaşa o Makriali en georgiano (antiguamente Ninfeo, y luego Nif) es un municipio y distrito de la Provincia de Esmirna, Turquía. El nombre del municipio en la antigüedad clásica era el de Ninfeo, siendo rebautizado en turco con el nombre de Nif. El nombre de Nif fue cambiado en honor a Mustafa Kemal Paşa, quien pasó la noche del 8 de septiembre de 1922 en esta población antes de la ocupación de Esmirna al siguiente día, lo que puso fin a la guerra greco-turca. Sin embargo, la denominación de Nif es mantenido para los montañeses de los alrededores, (Nif Dağı y Nif Çayı). Los turcos que rigieron esta ciudad pertenecían al Beylicato de Saruhanoğhlu.